# Hanzōmon (metropolitana di Tokyo)
La stazione di Hanzōmon (半蔵門駅?, Hanzōmon-eki) è una stazione della metropolitana di Tokyo che si trova a Chiyoda. La stazione è servita dalla Linea Hanzōmon della Tokyo Metro.